# Dlátková střecha

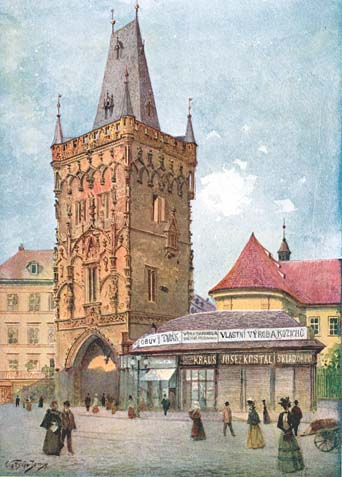
Dlátková střecha na Prašné bráně v Praze (obraz Václava Jansy)

Dlátková (někdy též dlátová) střecha je druh valbové střechy. Dlátková střecha má obdélníkový půdorys, ale rozměrově u ní převládá výška. Objevuje se proto na věžích. Zakončuje tak například Prašnou bránu v Praze, horní zvonici na Karlově v Benešově, Vlkovu věž ve Znojmě, dále věž radnice ve Frýdlantě, popřípadě věž pražské Novoměstské radnice.